# Circuito Urbano de Ciclismo de Estrada de Pequim

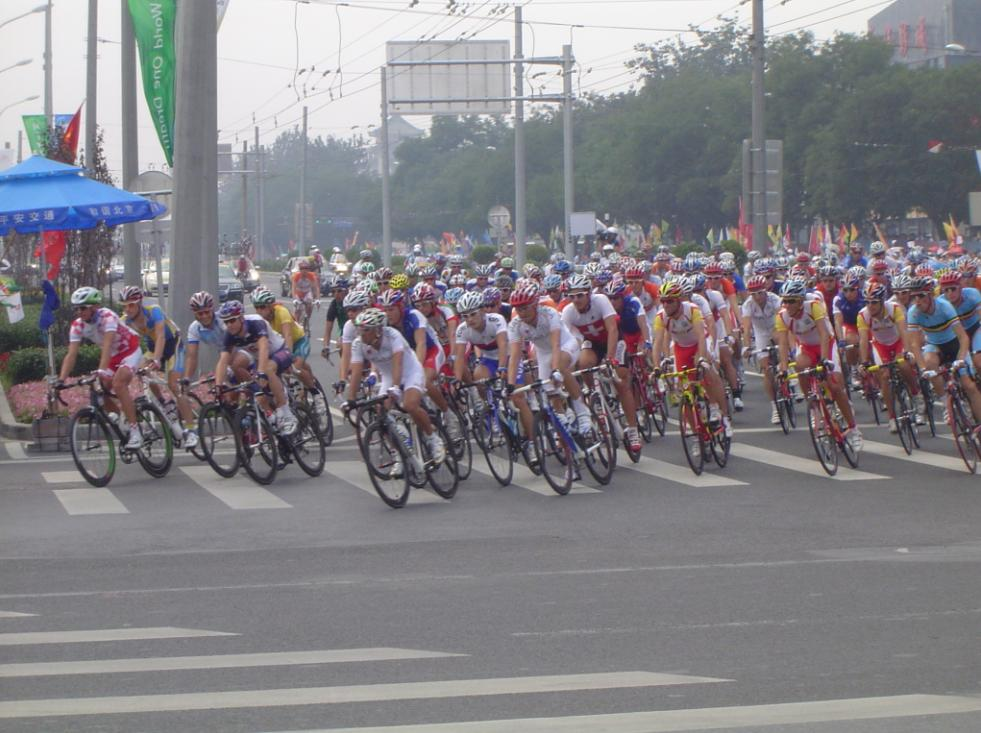
Ciclistas percorrem um dos trechos do Circuito Urbano durante as Olimpíadas de 2008

Circuito Urbano de Ciclismo de Estrada de Pequim é o percurso que os ciclistas fizeram nas provas de estrada e contra-relógio do ciclismo durante os Jogos Olímpicos de Verão de 2008. O trajeto iniciou-se em Yongdingmen e terminou em Juyongguan. A rota da prova passou pelos distritos de Dongcheng, Xicheng, Chongwen, Xuanwu, Chaoyang, Haidian, Changping e Yanqing

## Detalhes do circuito
- Área total: indeterminado
- Assentos: 3.000 (todos temporários)